# الناجي الصادق
الناجي الصادق أحمد، لاعب كرة قدم قطري من أصل سوداني يلعب حالياً في نادي البدع.

## مسيرة اللاعب
لعب في نادي الخور ونادي معيذر ونادي البدع.

## الحياة الشخصية
هو شقيق اللاعب إبراهيم الصادق .

## روابط خارجية
- الناجي الصادق على موقع قاعدة بيانات كرة القدم.إي يو (الإنجليزية)
- الناجي الصادق على موقع Soccerway.com (الإنجليزية)